# Kloosterbosch (Valkenburg)
Het Kloosterbosch is een bos- en natuurgebied in Nederlands Zuid-Limburg.
Het grootste gedeelte ligt in de gemeente Valkenburg aan de Geul, een klein gedeelte in de gemeente Meerssen. Het ligt ten noorden van Houthem op de noordhelling in het Geuldal en op de zuidrand van het Centraal Plateau. Oostelijker ligt het Ravensbosch. Aan de zuidzijde van het bos ligt de snelweg A79.
Het Kloosterbosch bestaat uit twee bosgebieden met daartussen akkers. Sinds 2002 heeft het gebied de status van experimenteel nieuw landgoed. De provincie Limburg ondersteunt de ontwikkeling van het 24 hectare grote landgoed. Het landbouwgebied, waar tot voor kort voornamelijk blauwe bessen werden verbouwd, wordt nu heringericht voor bos- en natuurbeheer. De vervallen hoogstamboomgaarden worden hersteld. Naast de bestaande wegen en paden komt er een nieuw wandelpad. Sinds kort (anno 2014) maakt het gebied deel uit van het Buitengoed Geul & Maas, voorheen Landgoederenzone Maastricht-Meerssen, dat naar Valkenburg is uitgebreid.
Aan de noordzijde van het bos ligt een terrein met sporen van Romeinse villa Houthem-Rondenbos. Aan de rand van het bos, waar tot 1825 een kluizenarij lag, staat de Calvariekapel. Op de plek van de kluizenarij staat nu villa De Kluis. In de jaren 1950 en '60 was hier een vormingscentrum van de RK Mijnwerkersbond gevestigd. Thans is er een schoonheidsinstituut gevestigd, Château L'Ermitage. De kapel, de villa en het in de nabijheid gelegen pand Stevensweg 1 zijn alle rijksmonumenten.

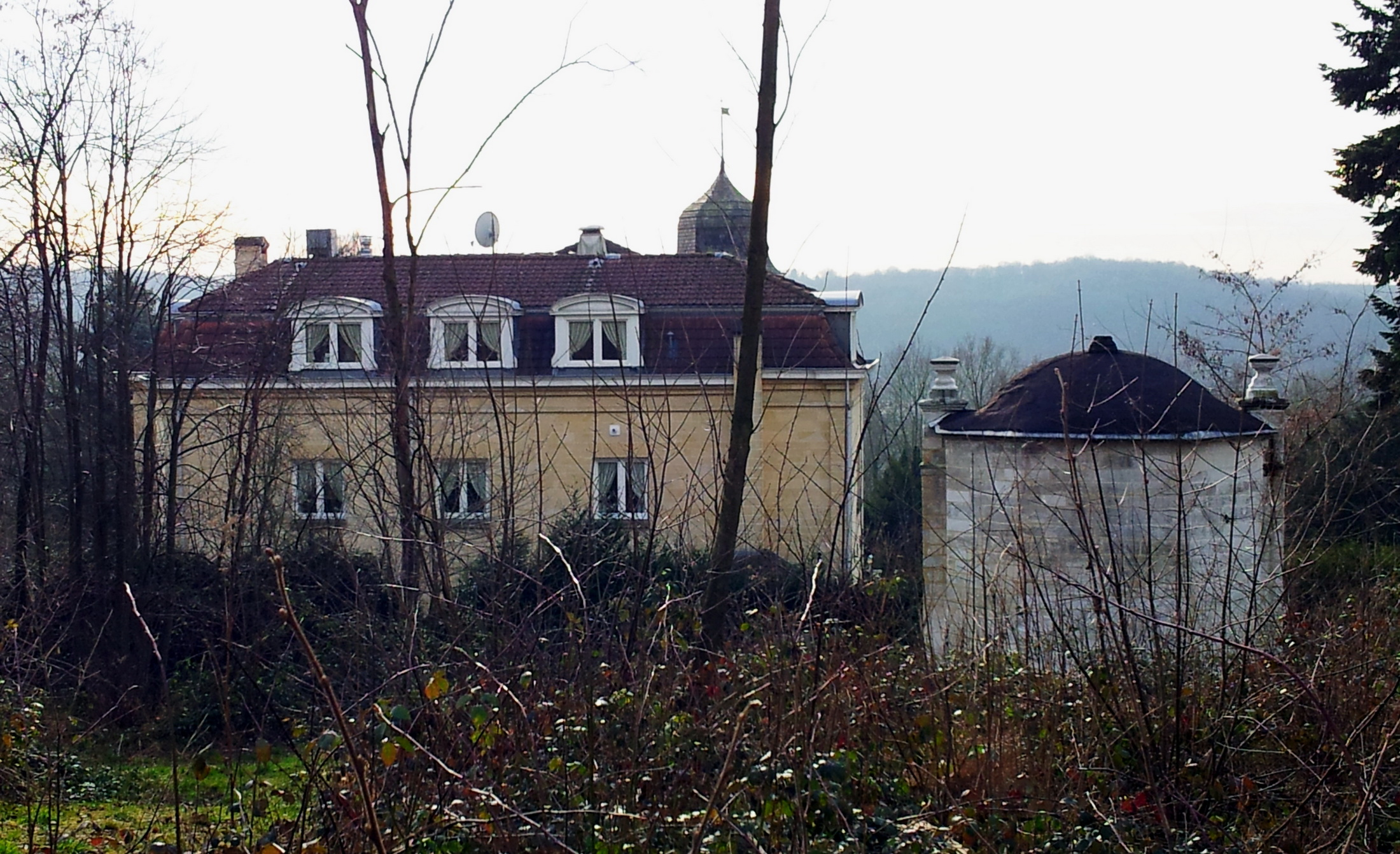
Achterzijde villa De Kluis en kapel
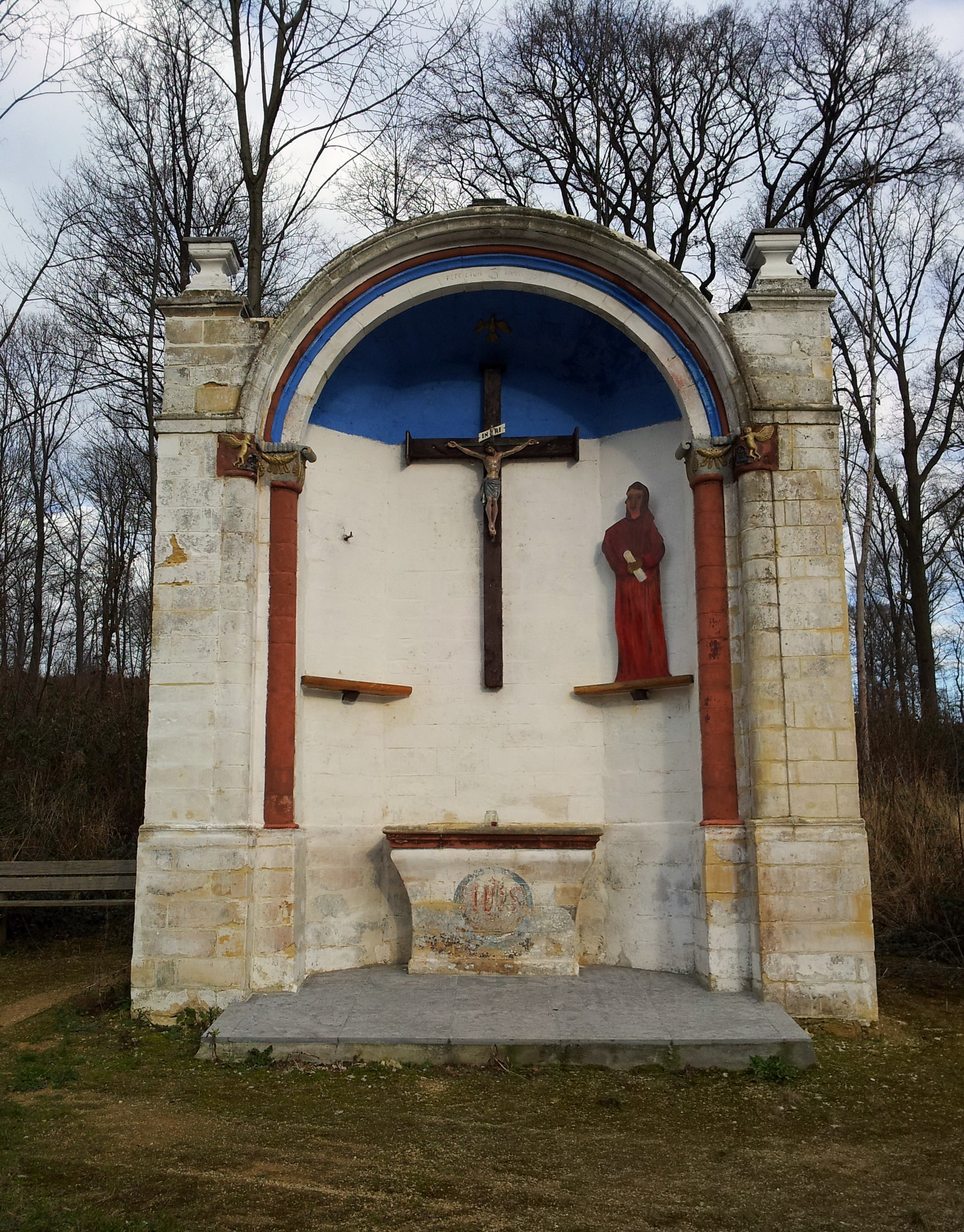
Calvariekapel met gehavende calvariegroep
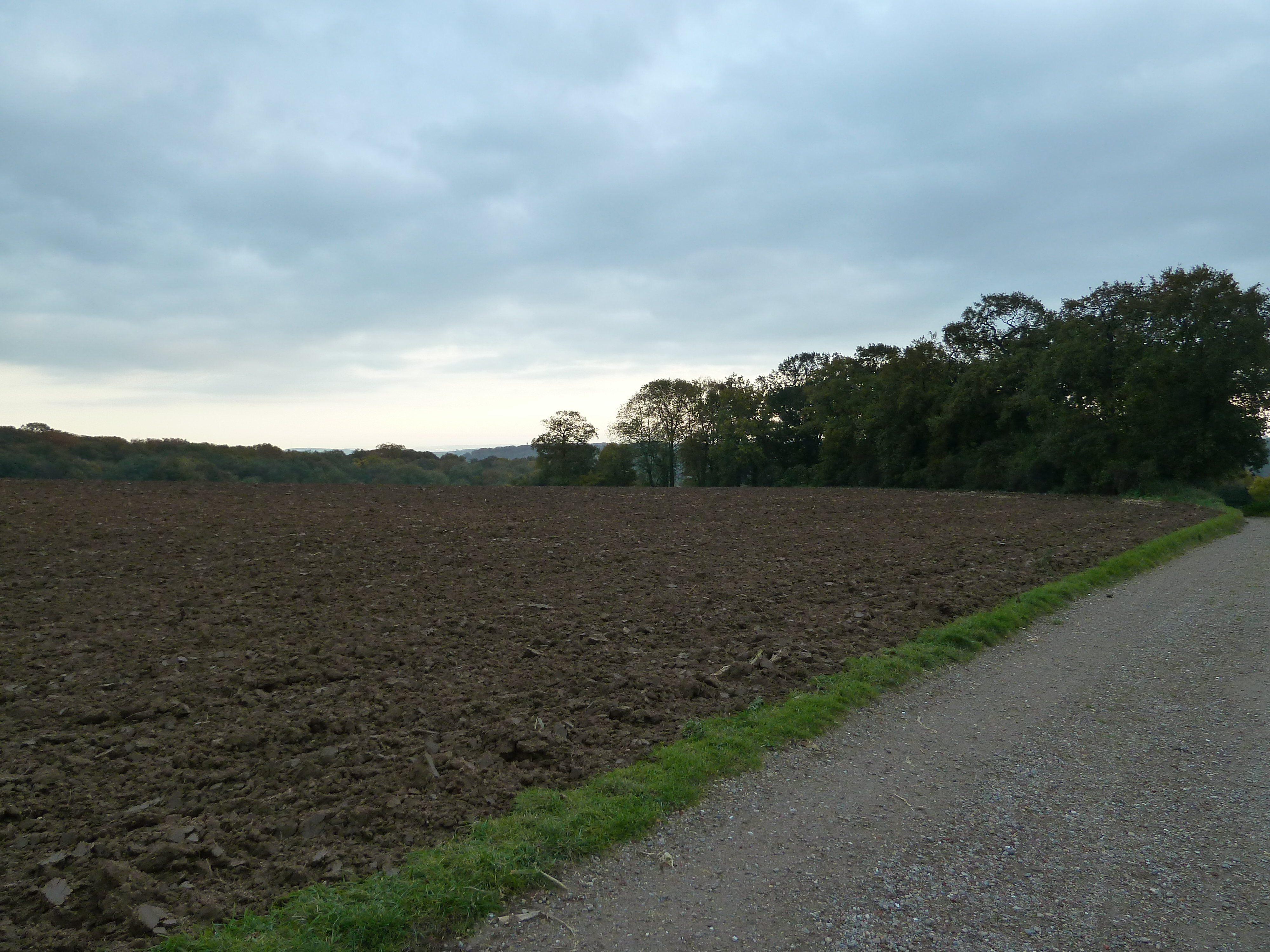
Archeologische site Romeinse villa Houthem-Rondenbos
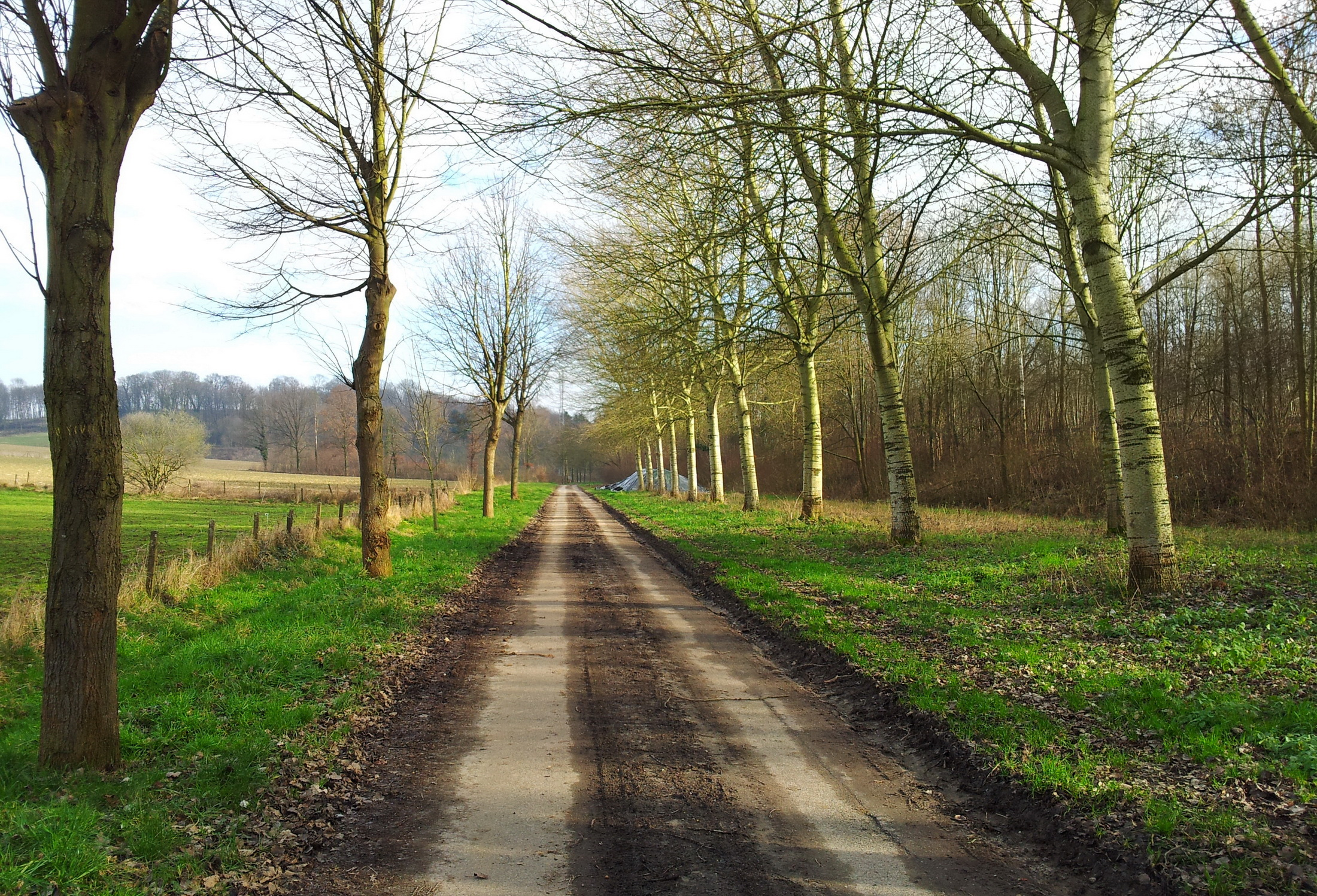
Meerssenderweg bij Kloosterbosch